# 绍赫勒特格尔
绍赫勒特格尔（Shohratgarh）是印度北方邦悉达多讷格尔县的一个城镇。总人口8336（2001年）。

## 人口
该地2001年总人口8336人，其中男性4299人，女性4037人；0—6岁人口1392人，其中男705人，女687人；识字率59.51%，其中男性为67.16%，女性为51.37%。